# Burbach, Bas-Rhin

Burbach este o comună în departamentul Bas-Rhin, Franța. În 1 ianuarie 2022 avea o populație de 279 de locuitori.